# Pascual Maria Estruch

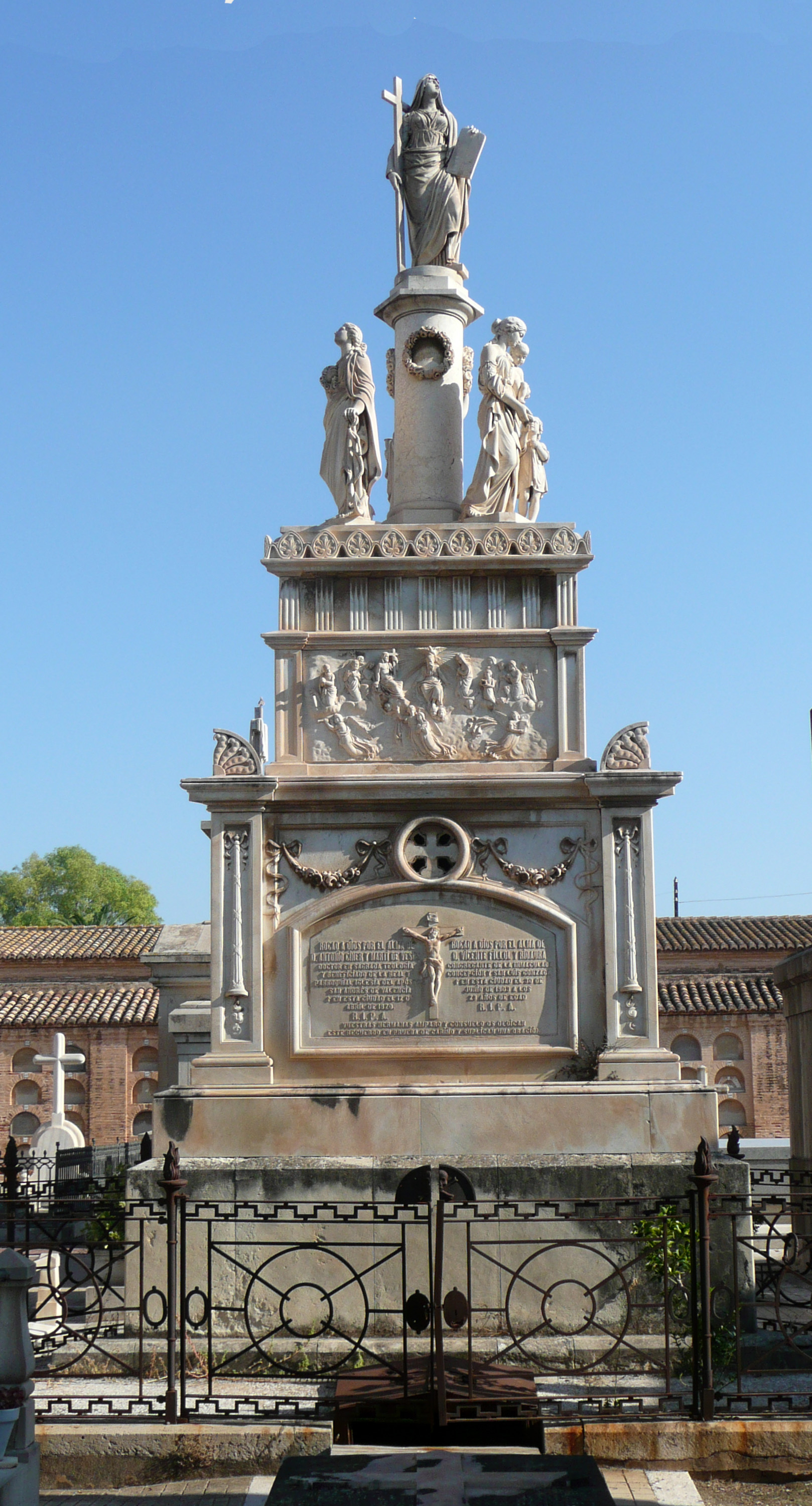
Panteón Pascual Mª Estruch. Cementerio General de Valencia

Pascual Maria Estruch y Mayor (Millena, ca. 1787 - Valencia, 29 de septiembre de 1863) fue un abogado español, nombrado en 1818 Alcalde mayor de Zahara de la Sierra. Durante el sexenio de (1825-1831) desempeñó el cargo de Alcalde Mayor de Játiva. Viudo y sin descendencia legítima, el reparto de su cuantiosa herencia fue muy polémico.
En su último testamento legó los libros que poseía de su tío Francisco Estruch y Martí de Veses a la Biblioteca de la Universitat de València.
Solventadas las desavenencias hereditarias en 1873, se construyó en el Cementerio General de Valencia un suntuoso panteón de mármol de Carrara –en el que destacan cuatro esculturas y un bajorrelieve, obras de Fausto Biggi–, con arreglo al proyecto que el finado había señalado, y en el que fueron depositados sus restos mortales. En letras doradas se colocó el epitafio que el propio Pascual redactó:

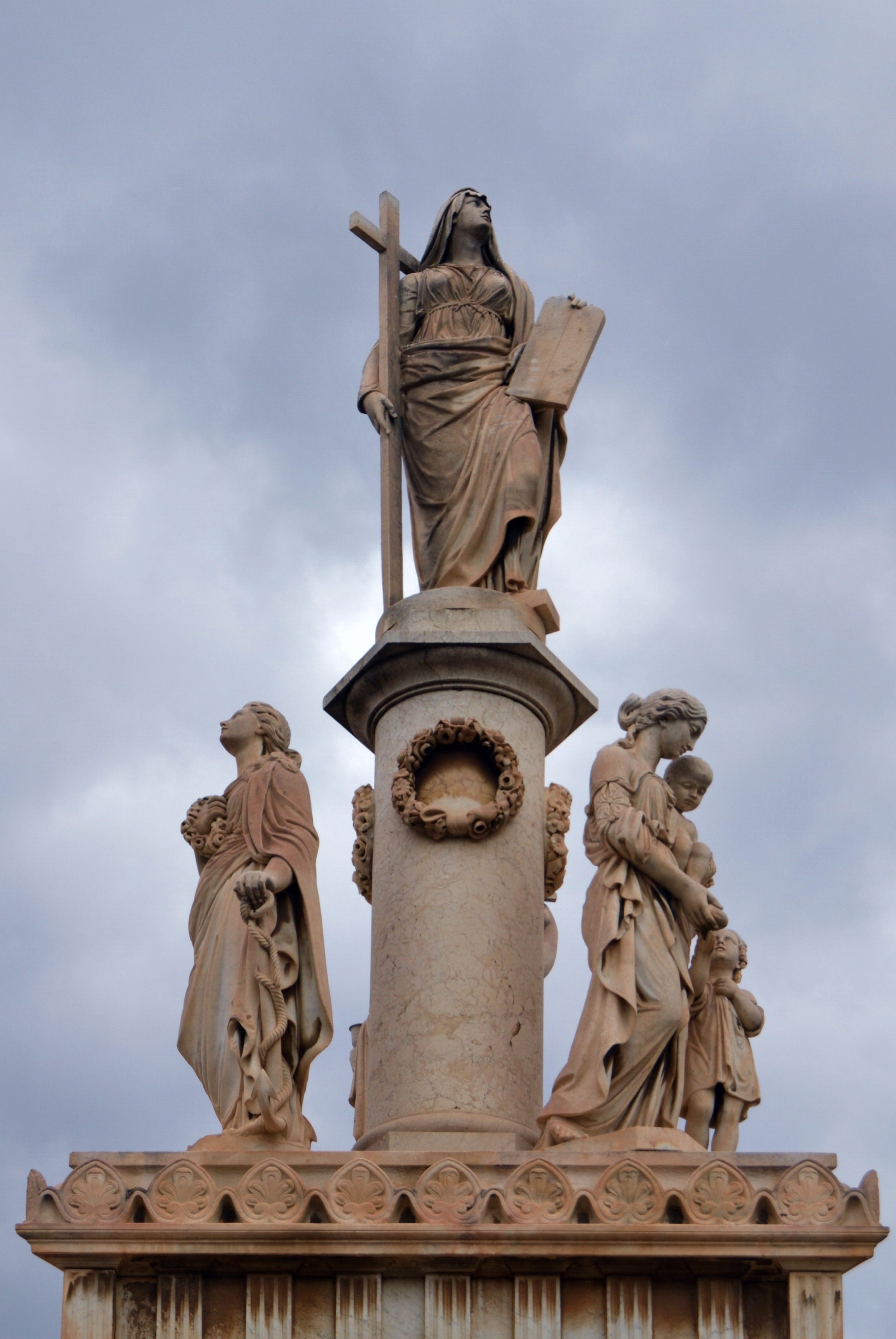
Esculturas de Fausto Biggi. Cementerio General de Valencia

Aquí descansa Don Pascual Mª Estruch y Mayor Abogado que fue de los tribunales Nacionales y Alcalde mayor y Corregidor por su Magestad de varias Villas y Ciudades del Reyno